# Desa Muncan (administrativ by i Indonesien, Nusa Tenggara Barat)
Desa Muncan är en administrativ by i Indonesien.   Den ligger i provinsen Nusa Tenggara Barat, i den sydvästra delen av landet, 1 100 km öster om huvudstaden Jakarta. Desa Muncan ligger på ön Lombok Island. Den ligger vid sjön Embung Muncan.